# Стамбена кула Хаци Осе Мифтарија
Стамбена кула Хаџи Осе Мифтарија jесте грађевина и споменик културе у Истинићу. За споменик културе проглашена је 1984 а у централни регистар је уписана 1999.
Кула је троспратна и изграђена је од камена у деветнаестом столећу. Описана је зидинима. Има све архитектонске особине сеоских кула из деветнаестог века. У висини трећег спрата из периметралног зида излази галерија у облику конзоле целом ширином северне и делом западне фасаде. На јужној фасади је у истој висини постављен један еркер.